# Resolutie 652 Veiligheidsraad Verenigde Naties
Resolutie 652 van de Veiligheidsraad van de Verenigde Naties werd op 17 april 1990 met unanimiteit van stemmen aangenomen.

## Inhoud
De Veiligheidsraad had de aanvraag van de Republiek Namibië voor VN-lidmaatschap bestudeerd, en beval de Algemene Vergadering aan om Namibië toe te laten tot de VN.

## Verwante resoluties
- Resolutie 537 Veiligheidsraad Verenigde Naties (Saint Kitts en Nevis, 1983)
- Resolutie 548 Veiligheidsraad Verenigde Naties (Brunei, 1984)
- Resolutie 663 Veiligheidsraad Verenigde Naties (Liechtenstein)
- Resolutie 702 Veiligheidsraad Verenigde Naties (Noord- en Zuid-Korea, 1991)

Lijst ·  647 ·  648 ·  649 ·  650 ·  651 ·  652 ·  653 ·  654 ·  655 ·  656 ·  657 ·  658 ·  659 ·  660 ·  661 ·  662 ·  663 ·  664 ·  665 ·  666 ·  667 ·  668 ·  669 ·  670 ·  671 ·  672 ·  673 ·  674 ·  675 ·  676 ·  677 ·  678 ·  679 ·  680 ·  681 ·  682 ·  683